# Fábio Campana
Luiz Fábio Campana (Foz do Iguaçu, agosto de 1947 - Curitiba, 29 de maio de 2021) foi um jornalista e escritor brasileiro.

## Biografia
Luiz Campana nasceu em Foz do Iguaçu em agosto de 1947. Em 1961, mudou-se para Curitiba. Em 1978, publicou o seu primeiro livro: Restos Mortais, uma coleção de contos. Como escritor, também escreveu poesias e romances, mas foi como jornalista e editor que se destacou, especializando-se na área política.
Foi filiado ao Partido Comunista em 1960 e esteve filiado ao PCdoB até 1981, quando deixou o partido. Foi preso político em 1966 e em 1970, durante a Ditadura militar brasileira.
Trabalhou nos jornais: O Estado do Paraná, Gazeta do Povo, Tribuna do Paraná e Gazeta do Paraná. Foi comentarista das rádios BandNews Curitiba e Banda B, além de comentárista político no telejornal da RIC TV.
Foi editor da extinta revista "Atenção" e do extinto jornal "Correio de Notícias". Foi diretor da editora "Travessa dos Editores" e editor das revistas "Et Cetera" e "Ideias". 
Foi secretário de Comunicação Social da Prefeitura de Curitiba e secretário de estado da Comunicação Social do Paraná em três governos diferentes durante a década de 1990.
Nos últimos anos de vida, mantinha um blog de notícias sobre política e cultura e era colunista político, com textos reproduzidos em jornais do interior do Paraná, entre eles a Tribuna do Norte. Também fazia comentários políticos diários para a rádio CBN Cascavel.
Em 2014 foi condecorado pelo governo do Paraná com a Ordem Estadual do Pinheiro.

## Morte
Morreu em Curitiba, no dia 29 de maio de 2021, no Hospital Nossa Senhora das Graças, depois de três dias internado com Covid-19.

## Obras
- Restos Mortais, contos (1978)
- No Campo do Inimigo, contos (1981)
- Paraíso em Chamas, poesia (1994)
- O Guardador de Fantasmas, romance (1996)
- Todo o Sangue (2004)
- O último dia de Cabeza de Vaca (2005)
- Ai (2007)
- A Árvores de Isaías (2011)